# Cámara multiplano

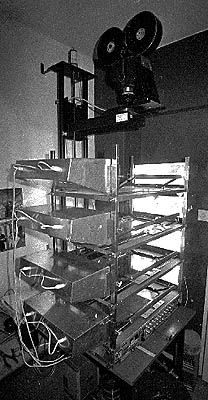
Una cámara multiplano construida por un entusiasta de la animación en 1972.

La cámara multiplano es una cámara de filmación de cine que supuso una de las mayores innovaciones de la historia en el cine de animación con la que se consiguió situar los estándares de calidad a unos niveles a los que todavía no se había podido llegar nunca. Consiste en una serie de láminas situadas en diversos planos que se pueden desplazar libremente en vertical y horizontal para que una cámara las capte desde la parte superior de la estructura, consiguiendo así un efecto de tridimensionalidad.
Fue patentada en 1933 por Ub Iwerks, el cual es considerado uno de los padres fundadores de Walt Disney Studios, concretamente por haber creado un estilo distintivo de los dibujos de la productora y haber diseñado a Mickey Mouse tal como lo conocemos hoy en día. Las animaciones que fue capaz de crear con su cámara multiplano fueron rompedoras, pero posteriormente, las versiones mejoradas de esta, ideadas por Disney, propiciaron que la productora convirtiera líder en el sector de la animación y consecuentemente que él no fuera reconocido como se esperaba.

## Historia
El primer uso documentado de una cámara multiplano en la animación proviene de Alemania, donde en 1926 Charlotte Reiniger, apodada "Lotte", produjo el filme animado Las aventuras del príncipe Ahmed, el cual mostraba varios niveles de animación mediante capas , un hecho extraordinario previo a la sofisticación de la próxima generación de cámaras multiplano. Poco después, en 1932, su asistente Berthold Bartosch fue más allá en cuanto a las técnicas multiplano en su film La idea, utilizando hasta cuatro niveles de animación y más de dieciocho transparencias en algunas escenas.

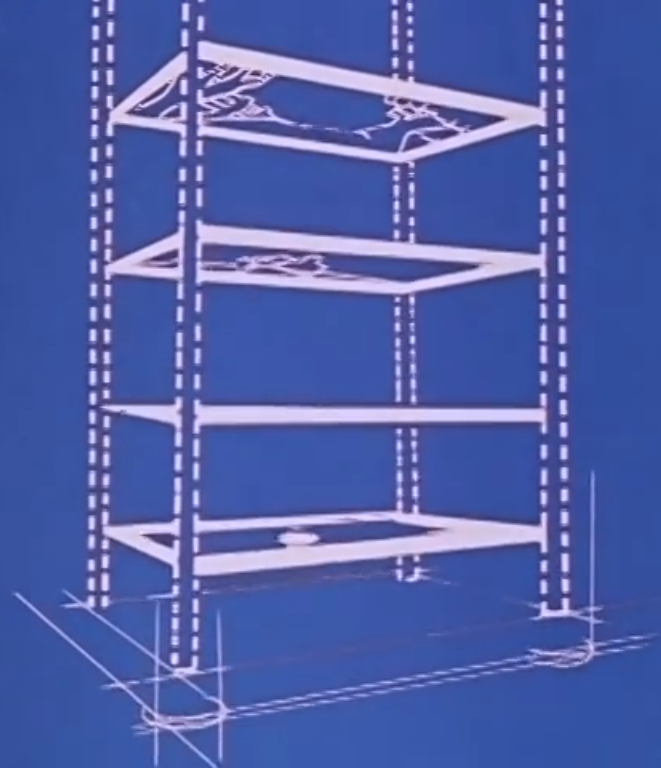
Plano de los soportes para las láminas de una cámara multiplano

En Estados Unidos, Ub Iwerks dejó los estudios de Disney para montar el suyo propio en los años 30, al mismo tiempo comenzó a desarrollar su cámara multiplano mediante repuestos de un Chevrolet. Hacia el año 33 ya había comenzado a probarla en varios proyectos, como la adaptación animada de Don Quijote (1934). Siempre se ha generado un debate sobre quién es el verdadero inventor de esta cámara, se rumorea que Disney había empezado a trabajar antes que Iwerks. En caso de que fuera así, cuando Iwerks se enteró se encerró en el sótano durante dos semanas hasta que la tuvo terminada y la reveló al público.
Por otro lado,  se tiene constancia de que en Fleischer Studios diseñaron un aparato similar llamado cámara estéreo-óptica o setback  en el año 1934, dicha cámara a menudo se confunde con la cámara multiplano, pero el caso es que ambas fueron cruciales a la hora de implementar la tridimensionalidad a los dibujos animados. La cámara setback se diferencia por la forma con la que consigue el efecto tridimensional. Mientras la primera precisa únicamente de láminas de dibujo transparentes, esta última utiliza miniaturas a escala. Este procedimiento se aplicó a dibujos animados como Betty Boop, Popeye el marinero y Color Classics Cartoons.
Finalmente, William Garity patentó junto con Disney su modelo de cámara multiplano en 1937, con la que se filmó El molino viejo, ganadora de un Oscar y un premio de la academia. Aunque no fueron los primeros, el uso que supieron hacer de ella determinó su triunfo, especialmente con el rodaje de Blancanieves y los siete enanitos y Pinocho.

## Disposición
La cámara multiplano consiste en cuatro palos verticales de acero que soportan cuatro estantes, cada uno de los cuales puede alojar hasta ocho láminas de celuloide, vidrio o materiales derivados, y también desplazarlos tanto horizontal como verticalmente. Con una apariencia similar a la de una prensa, la cámara, que ocupa un área de medio metro cuadrado y está sujeta a unas guías de desplazamiento, reposa en una altura de cuatro metros. Esto permite la captación precisa tanto de las láminas del primer plano a pocos centímetros de la lente como de las que están en el fondo a unos pocos metros. Aunque la cámara se puede mover paralelamente en varios sentidos, normalmente ésta permanecía quieta, siendo las láminas con sus correspondientes elementos grabados los que se acercaban o alejaban de la lente.

## Funcionamiento
El principal objetivo por el que se desarrolló la cámara multiplano fue para dar más realismo a la animación a través de la sensación de profundidad, ya que previamente los movimientos de los dibujos eran planos, lo que no permitía resaltar debidamente las emociones y actitudes de los personajes representados.
Así pues, el funcionamiento de la cámara y el apoyo girará en torno al que se conoce como efecto multiplano el cual tiene en cuenta las leyes del paralaje, por eso también se le conoce con el nombre de paralelización . En resumidas cuentas, lo que es necesario comprender es que el hecho de desplazar dos capas, una en primer plano y la otro al fondo, a la misma velocidad y con la misma dirección, será captado de forma desigual por la cámara, por lo que la capa más cercana a la lente dará la sensación de moverse mucho más rápido que la que se encuentra más lejos, dando como resultado una ilusión de profundidad.
Por lo tanto, lo primero que necesitamos es una serie de láminas transparentes, normalmente de flexiglass, para que las capas inferiores se vean detrás, cada una representa un nivel de profundidad por lo que era común dedicar el primer nivel a la creación de una atmósfera y a continuación, al resto ir añadiendo elementos decorativos como vegetación y edificios. Las capas más cercanas normalmente se reservan para los personajes y el terreno por donde estos se desplazan.
Una vez organizado el contenido hay que calcular la velocidad de los desplazamientos de cada capa y fotografiar cada uno de los encuadres.
Cuando todo está preparado para el rodaje, un grupo de operadores ocupan su lugar en cada nivel de la cámara haciendo los ajustes necesarios en cuanto a la posición y la luz.

## Efectos especiales
Del mismo modo que con el cálculo de la velocidad de desplazamiento se puede crear la ilusión de profundidad, también podemos conseguir otros efectos visuales modificando tanto la velocidad como la dirección de desplazamiento.
Uno de los más comunes es el efecto de rotación, que se consigue desplazando las capas en sentido contrario de manera que se acaben cruzando. Uno de los casos más célebres [11] donde observamos este efecto, es cuando en el filme de Blancanieves y los siete enanitos, la reina se bebe la poción para transformarse en vieja y todo a su alrededor comienza a dar vueltas.
El efecto de rotación, además de para dar la sensación de mareo, también se solía utilizar como transición entre escenas o bien para distorsionar el paisaje, por ejemplo cuando un personaje se desplaza muy rápidamente y se quiere dar la impresión de que la cámara lo sigue.

## Inconvenientes
A pesar de tener más beneficios que efectos negativos en la industria de la animación, es cierto que trabajar con la cámara multiplano supuso algunos inconvenientes, sobre todo para las productoras que no tenían grandes presupuestos como Disney.
Básicamente, todas las limitaciones eran de carácter económico, ya que para operar la cámara se requería un extenso equipo de profesionales, asalariados obviamente, que la hicieran funcionar. Además, su mantenimiento resultaba muy caro, especialmente por el celuloide de la cámara y las láminas de flexiglass para los dibujos, sobre todo desde que se estandarizó la grabación a 24 FPS (1140 por minuto).
Esta tecnología, sin embargo, era la mejor que había y fue constante hasta la introducción de cámaras asistidas por ordenador en la década de los 80.

## Trascendencia
Su invención cambió radicalmente la industria, mucho más que una invención artística, supuso una revolución en términos de organización, tiempo y recursos para los estudios, que se vieron libres de tener que captar los dibujos fotograma por fotograma para luego montar la animación.
Por otra parte, también lo podemos considerar una mejora de calidad, ya que se pudo reducir el número de dibujos para detallar cada movimiento de un personaje. Como consecuencia directa de esto, encontramos mucha más fluidez a las animaciones y mucho menos parpadeo. Por lo tanto, los personajes y paisajes pasaron a ser mucho más vivos y realistas gracias a una falsa sensación de tres dimensiones adquirida a través de la profundidad de campo. 